# Morelos 1.ª Sección
Morelos 1.ª Sección es una localidad del municipio de Reforma ubicado en el noroeste del estado mexicano de Chiapas.

## Geografía
La localidad de Morelos 1.ª Sección se sitúa en las coordenadas geográficas 17°49′49″N 93°09′53″O / 17.830278, -93.164722, a una elevación de 41 metros sobre el nivel del mar.

## Demografía
Según el Conteo de Población y Vivienda 2020, efectuado por el Instituto Nacional de Estadística y Geografía, la localidad de Morelos 1.ª Sección tiene 392 habitantes, de los cuales 186 son del sexo masculino y 206 del sexo femenino. Su tasa de fecundidad es de 2.51 hijos por mujer y tiene 109 viviendas particulares habitadas.
| Gráfica de evolución demográfica de Morelos 1.ª Sección entre 1950 y 2020 |
|                                                                           |
| INEGI.                                                                    |